# Hydrophis melanocephalus
Hydrophis melanocephalus är en ormart som beskrevs av Gray 1849. Hydrophis melanocephalus ingår i släktet Hydrophis och familjen giftsnokar och underfamiljen havsormar. Inga underarter finns listade i Catalogue of Life.
Denna orm förekommer i havet nära kusterna från södra Vietnam över östra Kina, Hainan och Taiwan till Ryukyuöarna (Japan). Födan utgörs främst av ålar. Honor lägger inga ägg utan föder levande ungar. Ormen bett är giftigt.
Troligtvis dödas några exemplar som bifångst under fiske. Hydrophis melanocephalus är sällsynt. IUCN kategoriserar arten globalt som otillräckligt studerad.